# Michael McDowell (Politiker)

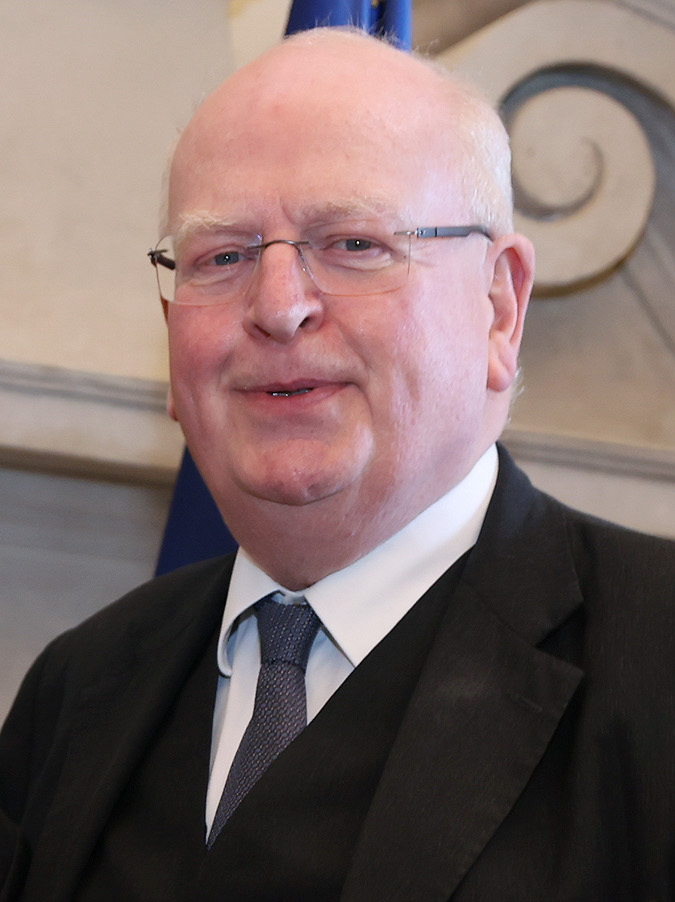
Michael McDowell (2024)

Michael McDowell (irisch Mícheál Mac Dubhghaill; * 1. Mai 1951 in Dublin) ist ein irischer Politiker und ehemaliger stellvertretender Premierminister (Tánaiste). Er war Mitglied der Fine Gael und, bis zu ihrer Auflösung, der Progressive Democrats.

## Biografie
McDowell, der ursprünglich Mitglied der Fine Gael war, gehörte 1985 zu den Gründern der Progressive Democrats.
Von 1999 bis 2002 war er Generalstaatsanwalt von Irland (Attorney General of Ireland).
Nach den Wahlen zum Dáil Éireann 2002 wurde er in der wiedergewählten Koalitionsregierung mit der Fianna Fáil unter Premierminister Bertie Ahern als Minister für Justiz, Gleichstellung und Rechtsreform in das Kabinett berufen. Zugleich wurde er Präsident der Progressive Democrats. Am 13. Juni 2006 ernannte ihn Premierminister Ahern zusätzlich zum stellvertretenden Premierminister (Tánaiste), nachdem die bisherige Amtsinhaberin Mary Harney zurückgetreten war. Darüber hinaus wurde er deren Nachfolger als Vorsitzender der Progressive Democrats.

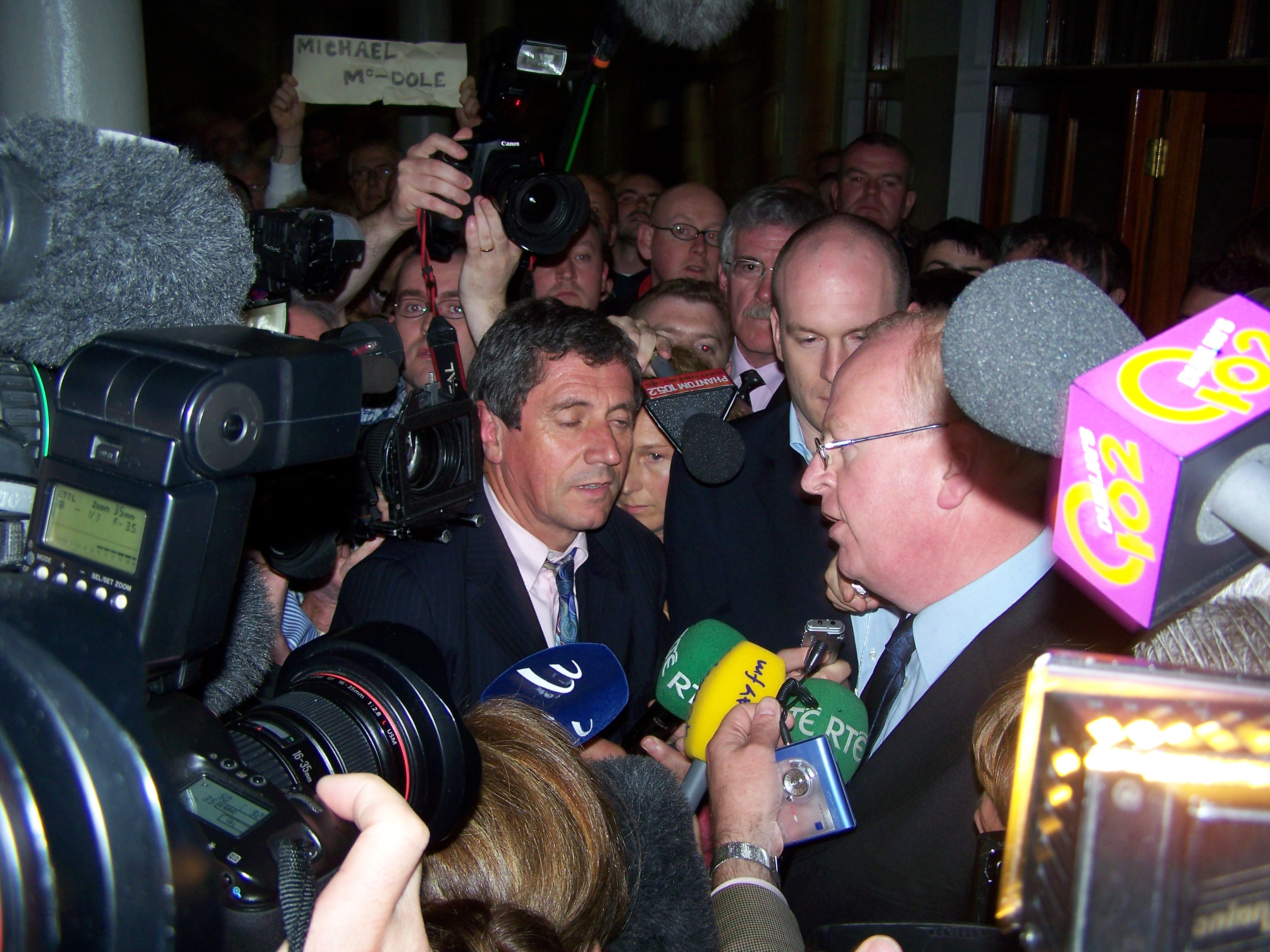
Michael McDowell mit Charlie Bird

Als seine Partei bei den Parlamentswahlen im Mai 2007 eine vernichtende Niederlage erlitt und er selbst sowie fünf weitere Abgeordnete sechs der insgesamt acht Parlamentssitze verlor, schied er am 14. Juni 2007 aus der Regierung aus und trat zugleich als Parteivorsitzender zurück. Dieses Amt übernahm dann übergangsweise wiederum Mary Harney.
Nach seinem Ausscheiden aus dem Dáil Éireann arbeitete er wieder als Rechtsanwalt (Senior Counsel). 2016 wurde er als Unabhängiger Kandidat in den Seanad Éireann gewählt. 2020 und 2025 wurde er wiedergewählt.

## Quelle und Weblinks
- Irish Ministries